# لاینزگیت تله‌ویژن
لاینزگیت تله‌ویژن (به انگلیسی: Lionsgate Television) بخش تلویزیونی لاینزگیت است که یک شرکت سرگرمی کانادایی-آمریکایی است.
این شرکت در سال ۱۹۹۷ با نام Lions Gate Television, Inc تأسیس شد. در سال ۱۹۹۹ تبدیل به یک نهاد ثبت شده شد. در سال ۲۰۰۳، لاینزگیت و نیو لاین تله‌ویژن شراکتی را برای ارائه ۲۰ فیلم متحرک طراحی شده برای تلویزیون ایجاد کردند. و نام فعلی برای این شرکت انتخاب شد.